# Nomada amorphae
Nomada amorphae är en biart som beskrevs av Swenk 1913. Nomada amorphae ingår i släktet gökbin, och familjen långtungebin. Inga underarter finns listade i Catalogue of Life.